# بیمارستان اعصاب و روان استاد محرری
بیمارستان اعصاب و روان استاد محرری واقع در استان فارس، شهر شیراز بیمارستانی است دانشگاهی و درمانی وابسته به دانشگاه علوم پزشکی شیراز با ظرفیت ۵۰۰ تخت مصوب و ۳۹۲ تخت فعال که در سال ۱۳۵۸ خورشیدی تأسیس گردید.
هم‌اکنون این بیمارستان دارای ده بخش روان‌پزشکی حاد و مزمن به تفکیک مردان و زنان و دیگر واحدهای پاراکلینیکی و درمانگاه‌های دندانپزشکی، کاردرمانی، زنان و زایمان، ECT و اعصاب و روان می‌باشد.